# Mittenothamnium andicola
Mittenothamnium andicola är en bladmossart som beskrevs av Jules Cardot 1913. Mittenothamnium andicola ingår i släktet Mittenothamnium och familjen Hypnaceae. Inga underarter finns listade i Catalogue of Life.